# Alböke
Alböke är kyrkby i Alböke socken i Borgholms kommun på norra Öland. Den ligger 1,5 mil nordöst om Borgholm.
I den utsträckta byn ligger Alböke kyrka.